# Stadio Giuseppe Grezar
Stadio Giuseppe Grezar – stadion piłkarski znajdujący się w mieście Triest we Włoszech. Jest obecnie używany głównie dla meczów piłki nożnej. Swoje mecze rozgrywa na nim drużyna piłkarska Unione Triestina 2012. Stadion może pomieścić 6 226 widzów.

## Historia
Stadion został otwarty w 1932 roku jako Stadio Littorio i początkowo był używany jako stadion domowy klubu US Triestina Calcio. Pojemność stadionu wynosiła 8 000 widzów. Na tym obiekcie rozegrano jeden mecz Mistrzostw Świata w Piłce Nożnej 1934 pomiędzy Czechosłowacją i Rumunią. 
W roku 1943 został przemianowany na Stadio di Valmaura. Został ponownie przemianowany w 1967 roku na cześć Giuseppe Grezar, urodzonego w Trieście, który był członkiem drużyny Grande Torino i zginął w katastrofie lotniczej na wzgórzu Superga w 1949.
Został on zastąpiony przez Stadio Nereo Rocco w 1992 roku.
W 2004 i 2013 był rekonstruowany.